# Dieceta
Il dieceta (in greco antico: διοικητής?, dioikētḕs) era un funzionario delle epoche greca antica, ellenistica, romana e bizantina.

## Storia

### Età ellenistica
In età ellenistica il titolo di dieceta fu utilizzato nell'Egitto tolemaico, dove era assegnato al massimo funzionario amministrativo e finanziario del regno alla corte di Alessandria; sappiamo che nel corso del tempo il ruolo fu anche occupato da più persone come ufficio collegiale. A lui facevano capo anche i corpi amministrativi locali dei nomi in cui era diviso il regno. Importanti personaggi che ricoprirono questa carica furono Apollonio, sotto Tolomeo II, e Gaio Rabirio Postumo, sotto Tolomeo XII.